# А-Вер-у-Мар
А-Вер-у-Мар (порт. A Ver-o-Mar) — район (фрегезія) в Португалії, входить до округ Порту. Є складовою частиною муніципалітету Повуа-де-Варзін. Знаходиться в складі міської агломерації Велике Порту.
За старим адміністративним поділом входив в провінцію Берегове Дору. Входить в економіко-статистичний субрегіон Велике Порту, що належить Північному регіону. Населення становить 8961 чоловік на 2001 рік. Займає площу 5,21 км².
Покровителем району вважається Діва Марія (порт. Maria).
Район заснований в 1922 році.
| Португалія | Це незавершена стаття з географії Португалії. Ви можете допомогти проєкту, виправивши або дописавши її. |